# ラブ アニソン 〜歌ってみた〜
『ラブ・アニソン 〜歌ってみた〜』（ラブ・アニソン うたってみた）は、2010年3月3日に発売されたHIMEKAの1枚目のアルバム。

## 概要
カナダ出身の歌手HIMEKAによる初めてのアニソンのカバーアルバム。通常版は8曲入りのディスク1枚、初回生産限定盤は同曲の Instrumental 盤が付いた2枚組。ジャケットは両盤ともに水色のミニの衣装でマイクを持ったHIMEKAの写真であるが、通常盤ではモニターに腰掛けており、限定盤では立った写真となっている。
収録曲は全てHIMEKA自身による選曲である。当初、カバーアルバムのために歌いたいと思っていた曲は数多くあったため、特にテーマも与えられずに8曲に絞ることになった時には、「ええ？！！！無理！！」と思って困ったが、真剣に考えながら何度も選曲をやり直した結果このリストになったこと、選曲の理由は色々あるが一口で説明するのは困難であることなどを本人がブログで述べている 。

## 収録曲
- OS は原曲を歌った歌手・グループ名

DISC 1
1. ゆずれない願い　[3:43]　　『魔法騎士レイアース』 OP　
作詞：田村直美、作曲：田村直美・石川寛門、編曲：平賀貴大・水上裕規、OS：田村直美
2. 瞳の中の迷宮　[4:08]　　『ヤミと帽子と本の旅人』 OP
作詞：Kenn Kato、作曲：渡部チェル、編曲：中山真斗、OS：嘉陽愛子
3. BLAZE　[4:33]　　『ツバサ・クロニクル』 OP
作詞：キンヤ、作曲：NIEVE、編曲：齋藤真也、OS：キンヤ
4. 魂のルフラン　[5:19]　　『新世紀エヴァンゲリオン劇場版 シト新生』 OP
作詞：及川眠子、作曲：大森俊之、編曲：菊田大介、OS：高橋洋子
5. Voices　[3:45]　　『マクロスプラス』 OP
作詞：覚和歌子、作曲：菅野よう子、編曲：藤間仁、OS：新居昭乃
6. それが、愛でしょう　[5:12]　　『フルメタル・パニック? ふもっふ』 OP
作詞：下川みくに、作曲：Sin、編曲：藤田淳平、OS：下川みくに
7. DREAMS　[4:42]　　『機動新世紀ガンダムX』 OP
作詞：ジョーリノイエ・下村依子、作曲：ジョーリノイエ、編曲：齋藤真也、OS：ROMANTIC MODE
8. Last regrets　[6:32]　　『Kanon』 OP
作詞・作曲：麻枝准、編曲：ACE、OS：彩菜

DISC 2 　（*初回生産限定盤のみ）
1. ゆずれない願い〜Instrumental〜
2. 瞳の中の迷宮〜Instrumental〜
3. BLAZE〜Instrumental〜
4. 魂のルフラン〜Instrumental〜
5. Voices〜Instrumental〜
6. それが、愛でしょう〜Instrumental〜
7. DREAMS〜Instrumental〜
8. Last regrets〜Instrumental〜